# Curtiss-Wright CW-22 Falcon II
Curtiss-Wright CW-22 Falcon II — американский ближний разведчик и лёгкий бомбардировщик, одномоторный цельнометаллический свободнонесущий моноплан с убирающимся шасси. Создан конструкторами Сент-Луисского подразделения корпорации Curtiss-Wright во главе с Джоржем Пэйджем на базе опытной машины CW-19 (1935 год). Первый полёт опытный экземпляр CW-22 совершил в 1940 году. Серийное производство началось на заводе Curtiss-Wright (Сент-Луис) в 1941 году. CW-22 стоял на вооружении авиации Голландской Ост-Индии с конца 1941 года. На вооружении ВВС США самолёт состоял с марта 1942 года. Также состоял на вооружении ВВС Колумбии, Перу, Турции, Чили и Боливии.
Голландские машины в январе-феврале участвовали в боях с японцами в Голландской Ост-Индии (остров Ява), и все были уничтожены на земле или в воздухе. Машине не успевшие прибыть в Голландскую Ост-Индию были реквизированы США и использовались в качестве учебных, связных и ближних разведчиков с баз в Австралии с апреля 1942 года. Сняты с вооружения ВВС США в 1946 году.

## Модификации

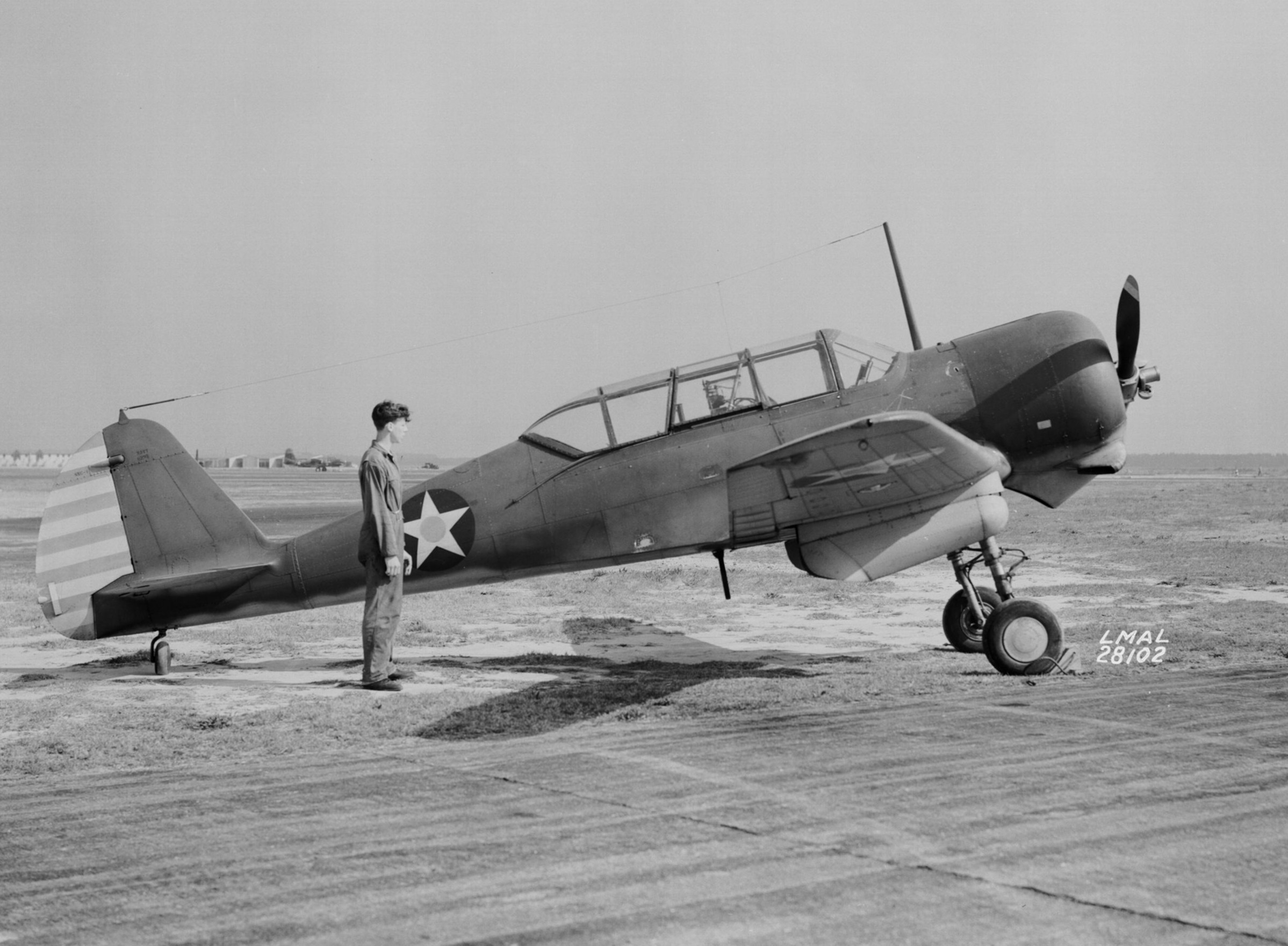
SNC-1 авиации ВМС США, апрель 1942 года

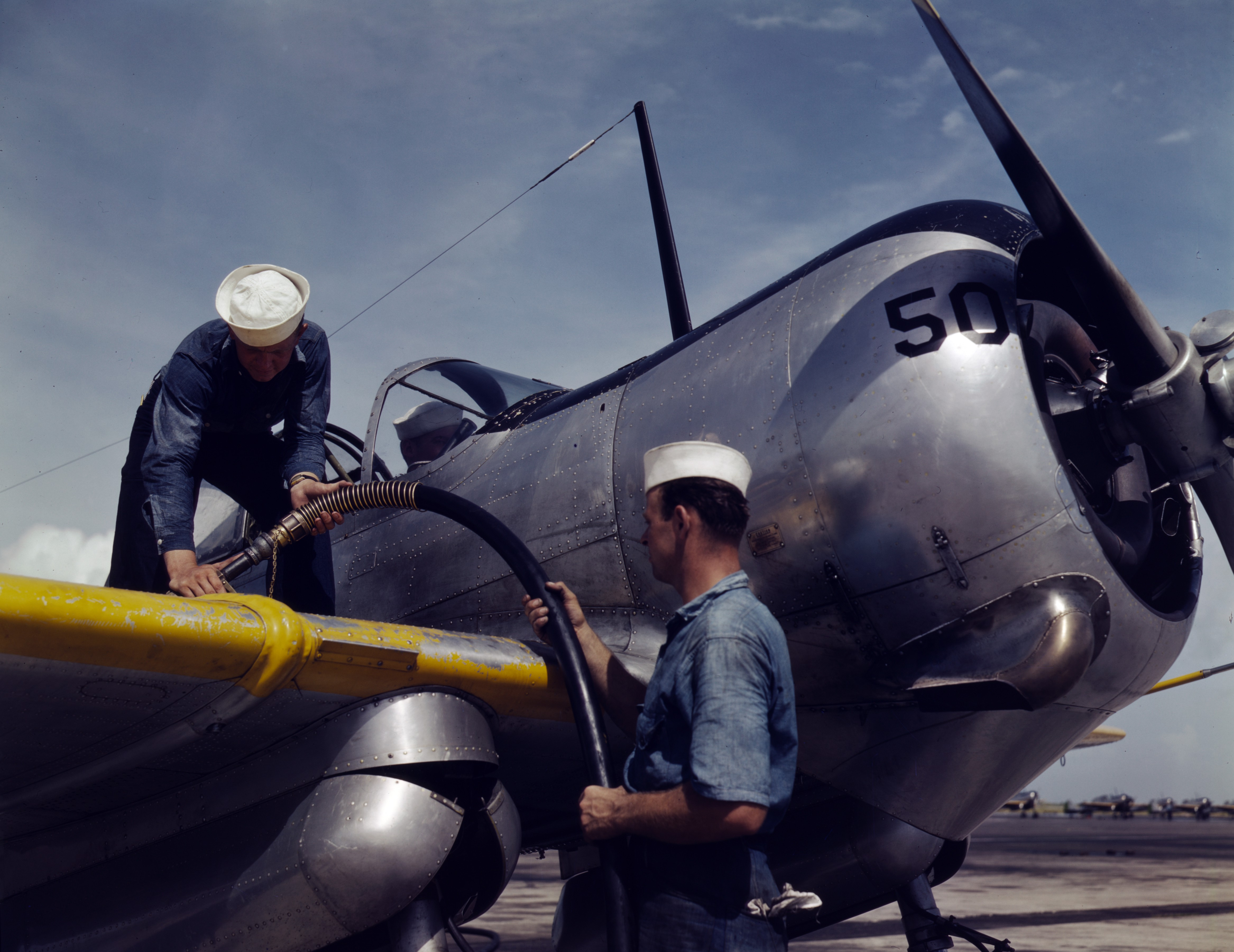
Заправка SNC-1 на базе Корпус-Кристи, 1942 год

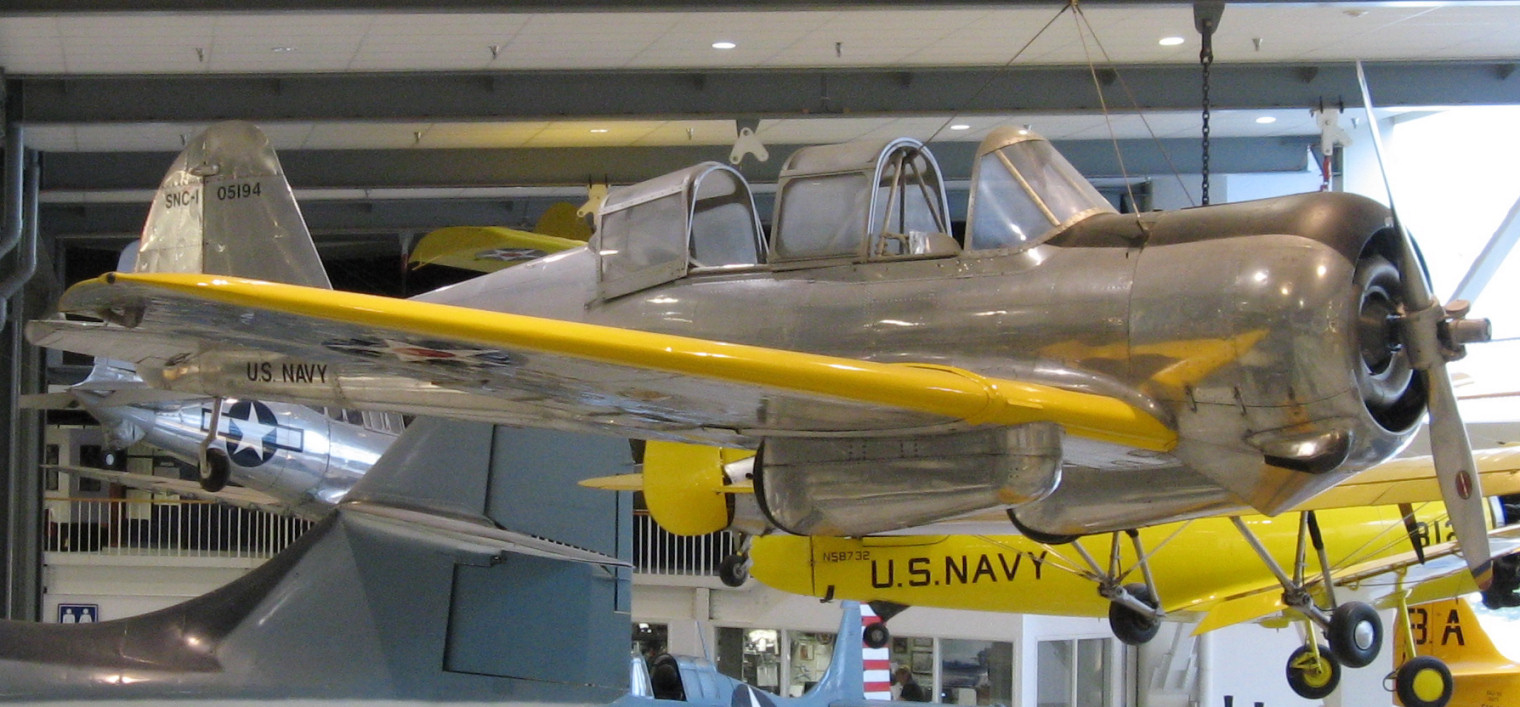
SNC-1 в экспощиции Национального музея морской авиации

CW-A22
Прототип
CW-22
Серийная модификация (вооружённая) для ML-KNIL, построено 36.
CW-22B
Улучшенная вооружённая модификация, построено около 100.
SNC-1 Falcon (CW-22N)
Обозначение CW-22N в ВМС США, построено 305 (BuNo 6290-6439, 05085-05234, 32987-32991).

## Тактико-технические характеристики (SNC-1)
Источник данных: Curtiss Aircraft 1907–1947, The encyclopedia of world aircraft

Технические характеристики
- Экипаж: 2 человека
- Длина: 8,23 м
- Размах крыла: 10,67 м
- Высота: 3,02 м
- Площадь крыла: 16,14 м²
- Профиль крыла: Curtiss CW-19 Special[3]
- Масса пустого: 1 241 кг
- Максимальная взлётная масса: 1 718 кг
- Силовая установка: 1 × воздушных Wright R-975-28 Whirlwind
- Мощность двигателей: 1 × 450 л.с. (1 × 340 кВт)
- Воздушный винт: двухлопастный, изменяемого шага

Лётные характеристики
- Максимальная скорость: 319 км/ч на уровне моря
- Практическая дальность: 1 260 км
- Практический потолок: 6 600 м
- Скороподъёмность: 8,4 м/с

Вооружение
- Стрелково-пушечное: 1x 7,62 синхронный M1919 у пилота и 1x M1919 на турели

## Эксплуатанты
Боливия
- ВВС Боливии: 10 самолётов[4].

 Британская Бирма

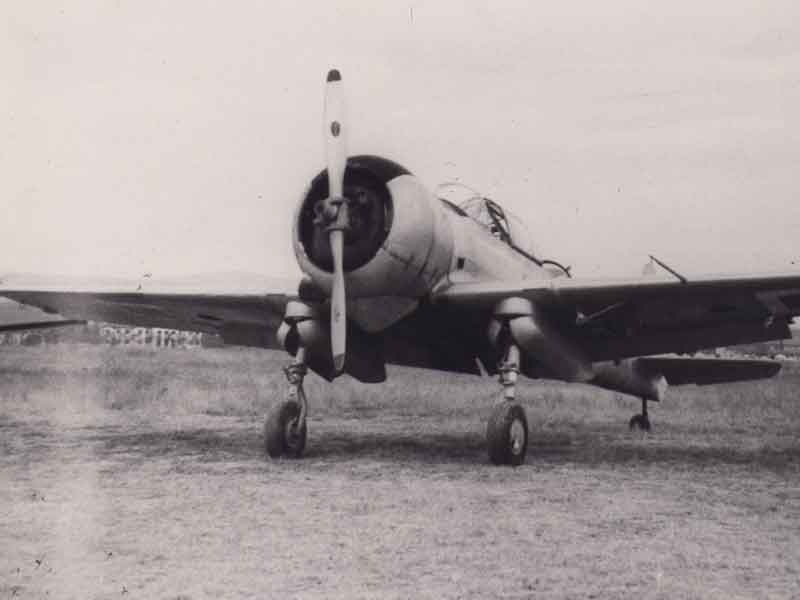
CW 22 из состава ВВС Турции, 1940 год

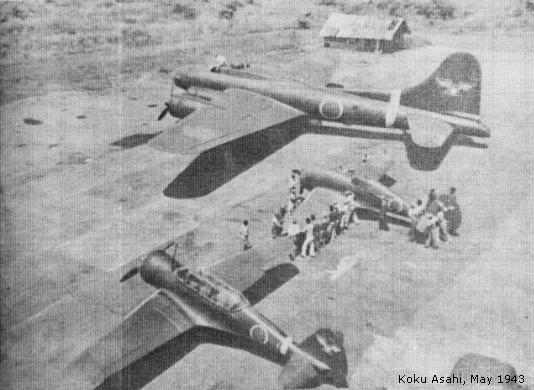
Захваченные японскими войсками самолёты B-17 (на заднем плане), CW-21B (в центре) и CW-22 (на переднем плане). 1943 год.

- Добровольческие ВВС Бирмы [5]: 1 CW-22-57 Falcon (борт Z-30) доставлен компанией "Inter-Continent Corporation" в Мингаладон в начале июля 1941 года.

 Великобритания
- Королевские ВВС: в Индии использовали самолёт Бирманских добровольческих ВВС.

 Голландская Ост-Индия
- ML-KNIL: 36 + 25 CW-22B.

 Япония
- ВВС Императорской армии Японии (трофейные голландские).

 Перу
 Турция
- ВВС Турции: 50 CW-22B в 1939-1949 гг.

 США
- авиация ВМС США: 305 CW-22N (SNC-1 Falcon)

 Уругвай
- ВВС Уругвая 9 самолётов SNC-1 применялись в 1942-51 гг.